# 西科斯基 S-53
西科斯基XHJS-1（英語：Sikorsky XHJS-1）是塞考斯基飛機公司為美國海軍開發的通用直升機。然而XHJS-1最終沒有獲得青睞，只建造了兩架原型機。

## 發展
S-53是S-51的艦載機改進型。其尾槳升高到機頭高度以上以提供更大的空間，並且起落架變得更堅固以便能夠在移動的甲板上操作。其他改進包括折疊主旋翼和兩棲起落架。美國海軍訂購了兩架原型機，並邊號為XHJS-1。該機於 1947年9月22日首飛。該機型與HUP 尋回犬直升機進行競爭。最終海軍選擇Piasecki並編號為HUP-1，而S-53最終被雪藏

## 型號
- XHJS-1

為海軍設計的通用直升機原型機，共2架